# Пантепек (Чьяпас)
Пантепек (исп. Pantepec) — посёлок в Мексике, штат Чьяпас, входит в состав одноимённого муниципалитета и является его административным центром. Численность населения, по данным переписи 2020 года, составила 1924 человека.

## Общие сведения
Название Pantepec с языка науатль можно перевести как — слоёная гора.
Поселение было основано в доиспанский период народом соке, их покоряли тольтеки, а позже ацтеки.
В период колонизации жители оказались в энкомьенде у испанских конкистадоров.
В 1612 году упоминается как поселение, где монахи из Текпатана проводили евангелизацию местного населения.